# Teofilatto Simocatta
Teofilatto Simocatta (in greco antico: Θεοφύλακτος Σιμοκάττης?, Theophýlaktos Simokáttes, o semplicemente Simokattes; Alessandria d'Egitto, 580 circa – dopo il 640) è stato uno storico bizantino del VII secolo.

## Biografia
Nato in Egitto, forse in Alessandria, studiò legge in un luogo non meglio precisato. Entrato a corte, divenne prefetto e segretario dell'imperatore Eraclio.

## Opere

### Opere minori

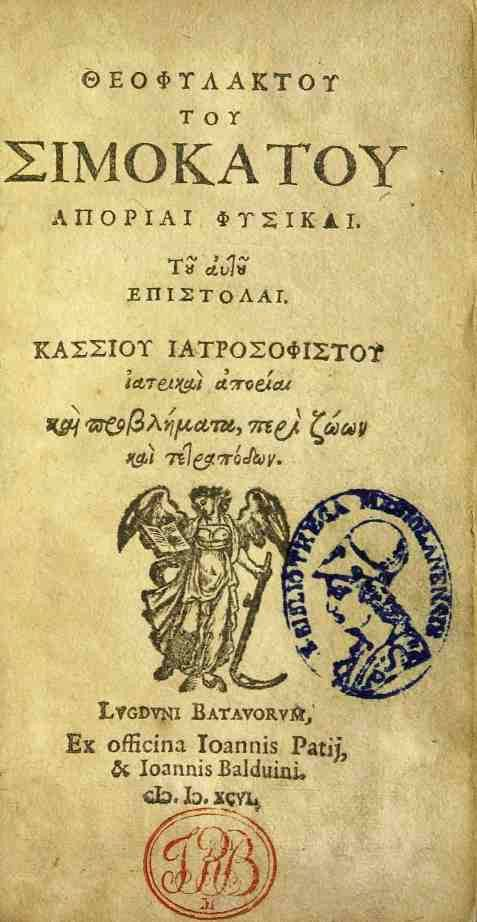
Quaestiones physicae, 1597

Oltre alle Storie, chiamate anche Storia Universale («Οἰκυμενικὴ ἱστορία»), scrisse altre opere minori:
- le Questioni naturali, raccolta di fenomeni misteriosi (letteratura paradossografica);[4]
- la raccolta di Lettere morali, di contadini, di cortigiane, che appartiene al genere della corrispondenza immaginaria;[5]
- il trattatello Εἰς τοὺς λέγοντας ὅρον εἶναι Θανάτου, noto come De vitae termino (Il termine della vita);[6]

### Storie
L'opera principale di Teofilatto Simocatta sono, appunto, le Storie in cui narra (in otto libri) i venti anni di regno dell'Imperatore Maurizio (582-602). 
L'opera si apre con un proemio che narra di un dialogo tra la Filosofia e la Storia, quest'ultima risorta dopo la fine della tirannide di Foca (l'assassino di Maurizio) e l'ascesa al potere di Eraclio. I primi libri narrano per lo più della guerra romano-persiana del 572-591 a partire dall'ascesa al trono di Maurizio (quindi a partire dal 582). Nel III libro tuttavia, dopo aver narrato l'inizio della ribellione di Bahram Chobin, interrompe la narrazione per narrare gli inizi della guerra persiana, dal 572 fino all'ascesa dell'Imperatore Maurizio.
I Libri IV e V narrano la sconfitta dell'usurpatore Bahram e la fine della guerra persiana. I libri VI e VII sono concentrati sulla guerra balcanica contro gli Avari e gli Slavi, mentre il libro VIII narra la tragica fine del regno di Maurizio, assassinato da una ribellione dell'esercito che elesse come imperatore Foca, descritto a tinte fosche da Simocatta. Dopo la tragica scena dell'uccisione di Maurizio, Teofilatto scrive che mentre leggeva al pubblico quella parte dell'opera, tutti si misero a piangere e allora lui decise di recitare un'orazione in cui deplorava il crimine orrendo che era stato commesso con l'uccisione di Maurizio. 
Gli ultimi capitoli narrano sinteticamente che il sovrano di Persia Cosroe II usò come pretesto l'assassinio di Maurizio per dichiarare guerra all'Impero e lodano Eraclio per il fatto che, dopo aver vendicato l'assassinio di Maurizio detronizzando Foca, nel 628 riuscì a vincere i Persiani imponendo loro una pace vantaggiosa all'Impero. Nei capitoli finali, infatti, si descrive la guerra intrapresa dell'imperatore Eraclio I contro i Persiani Sasanidi (602-628), anche se non ricorda gli Arabi che strapparono a Costantinopoli (a partire dal 634) la Siria, la Palestina e l'Egitto e, più tardi, il Nordafrica.
Simocatta usa come fonti archivi, relazioni di ambasciatori, testimonianze orali, fonti scritte; tra l'altro, descrive con precisione gli usi e costumi di Avari e Turchi, i vari popoli barbari che erano entrati in contatto con l'Impero. Del resto, il suo lavoro, che pure ha un minore spessore rispetto a quello di Procopio di Cesarea, è un'importante fonte d'informazioni sul tardo VI secolo e, in particolare, su come i Bizantini videro e giudicarono Slavi e Persiani. Inoltre, oltre a questi excursus geografici, la narrazione degli eventi è spesso interrotta anche da aneddoti e prodigi, in linea con l'interesse paradossografico e aneddotico mostrato dalle opere minori.
Lo stile, in linea con le tendenze retoriche dell'epoca, è alto, pieno di metafore e circonlocuzioni, come rilevava già Fozio:
La prima traduzione latina di Simocatta fu composta da Niccolò Copernico: il libro, oggi estremamente raro, fu stampato a Cracovia nel 1509.

### Edizioni
- (LA) Quaestiones physicae, Leiden, Jan Paedts Jacobszoon, 1597.
- Teofilatto Simocatta, Questioni naturali, a cura di Lidia Massa Positano, 2ª ed., Napoli, Libreria Scientifica Editrice, 1965  [1953].
- Teofilatto Simocatta, Questioni naturali, traduzione di Luigi Torraca, Napoli, Libreria Scientifica Editrice, 1963.
- Theophylacti Simocattae Historiae, ed. Carolus de Boor; editionem correctiorem curavit explicationibusque recentioribus adornavit Peter Wirth, Stutgardiae, in aedibus B. G. Teubneri, 1972, ISBN 3-519-01857-8.
- Teofilatto Simocatta, De vitae termino, a cura di Giuseppe Zanetto, collana Κοινωνία, 3, Napoli, Associazione di Studi Tardoantichi, 1979.
- Theophylacti Simocatae Epistulae, ed. Ioseph Zanetto, Leipzig, BSB B. G. Teubner Verlagsgesellschaft, 1985, ISBN 978-3-598-71860-1.

### Studi
- Lidia Massa Positano, La tradizione manoscritta delle Quaestiones Physicae di Teofilatto Simocatta, Napoli, Libreria Scientifica Editrice, 1953.
- Giuseppe Zanetto, Romanzo greco ed epistolografia: il caso di Teofilatto Simocatta, in Lettere, mimesi, retorica. Studi sull'epistolografia letteraria greca di età imperiale e tardo antica, a cura di O. Vox, Milano, Pensa, 2013, pp. 469-487.
- Michael e Mary Whitby (traduz.), The History of Theophylact Simocatta: An English Translation with Introduction, Oxford University Press, (1986), ISBN 0-19-822799-X